# Comospermum
Comospermum là một chi thực vật có hoa trong họ Asparagaceae.